# Гилёвице (гмина)
Гилёвице (пол. Gilowice) — сельская гмина (волость) в Польше, входит как административная единица в Живецкий повет, Силезское воеводство. Население — 5606 человек (на 2004 год).

## Демография
| Перепись                       | Всего   | Всего | Женщины | Женщины | Мужчины | Мужчины |
| ------------------------------ | ------- | ----- | ------- | ------- | ------- | ------- |
| Единицы                        | человек | %     | человек | %       | человек | %       |
| Население                      | 5606    | 100   | 2846    | 50,8    | 2760    | 49,2    |
| Плотность населения (чел./км²) | 199,1   | 199,1 | 101,1   | 101,1   | 98      | 98      |

## Соседние гмины
1. Гмина Ленкавица
2. Гмина Слемень
3. Гмина Свинна
4. Живец